# Advertentie
Een advertentie is een publicatie die bedoeld is de lezer ervan te verleiden tot een bepaalde actie, zoals het kopen van een product of deelnemen aan een actie. Meestal gaat het hier om het promoten van commerciële producten en diensten. Er bestaan echter ook advertenties voor producten en diensten zonder winstoogmerk. 
Advertenties worden ook gebruikt om bijzondere gebeurtenissen aan te kondigen, zoals bij het overlijden van iemand, door middel van een rouwadvertentie.

## Vormen
Advertenties wordt in verschillende media gevonden. Zo zijn er onder andere: 
- advertenties in kranten en tijdschriften (soms ingezonden mededeling genoemd)
- advertenties in reclamefolders.
- internetadvertenties (waaronder Speurders.nl en Marktplaats.nl).

Sommige krantenadvertenties zijn bewust geschreven alsof het een krantenartikel is. De redactie van de krant plaatst dan meestal daarboven de tekst "(advertentie)".
In vakbladen komt men ook vaak de "advertorial" tegen. De samenvoeging van advertentie en "editorial" geeft aan dat de advertentietekst geschreven is door de redactie met het doel reclame te maken voor de adverteerder.

### Reclamespot
Reclamespots zijn korte advertentieboodschappen die via de massamedia worden verzonden, tussen de reguliere uitzendingen. Afhankelijk van het medium hebben we het dan over:
- radiospots of -advertenties
- televisiespots of -advertenties
- online advertenties, bijvoorbeeld in online videofilmpjes

### Advertentievormen binnen de nieuwe media
Banner
Dit is een balk over nagenoeg de hele breedte van het beeldscherm boven aan de pagina. Kent eventueel doorklikmogelijkheid.
Button
Dit is een kleine banner en is daardoor gemakkelijker in te passen op een website.
Dayvertising
Wanneer alle advertenties van een adverteerder zich richten op een bepaalde (feest)dag.
DHTML
Advertentie op een website die zich over het beeld van de website plaatst. Dit beeld kan na enkele seconden verdwijnen of gesloten worden door actieve ingreep ('klik op sluiten') van de websitebezoeker.
Expandable banner
De banner wordt automatisch vergroot zodra de websitebezoeker met zijn cursor over de banner komt.
Gesponsorde omgeving
Een rubriek/artikel op de website over het product van de adverteerder dat inhoudelijk aansluit op de verdere content van de website van het bedrijf dat deze mogelijkheid aanbiedt.
Ingezonden Mededeling (I.M.)
Bij een IM wordt de commerciële uiting geïntegreerd opgenomen in de redactionele omgeving. Vaak valt erboven 'advertentie' te lezen. De uiting linkt door naar de site van de adverteerder.
Interstitial
Dit is het beeld dat bij een websitebezoek voorafgaand aan de verdere content wordt getoond. Daarmee is het vergelijkbaar met een billboard op televisie waarbij sponsoren van een tv-programma zijn opgenomen.
Links
Een tekst die linkt naar de website van de adverteerder kan worden aangeklikt. Veelal is de tekst een enkel woord of een webadres.
Nepadvertentie
Advertentie met bedrieglijke informatie, bedoeld om mensen op te lichten
Nieuwsbrief
Advertentie in een e-zine of digitale nieuwsbrief.
Raamadvertentie
Advertentie d.m.v. een bord of sticker achter het raam
Skyscraper
Een verticale banner aan de linker- of rechterkant van de website.
Sms
Aan de sms-berichten die vanuit het mediabedrijf worden verzonden kan een commerciële boodschap (bij wijze van zowel extra service aan de ontvanger als advertentie) worden gekoppeld.
Splash
Dit is vergelijkbaar met een interstitial, maar verdwijnt pas wanneer de websitebezoeker erop heeft geklikt.
Streamspot
Dit is een commercial die voorafgaand aan een internetfilmpje of livestream wordt vertoond. Ook zijn hier interactieve reclames mogelijk met zowel doorklikken alsook wegklikken.
Webvertorial
Hierbij wordt er gelinkt binnen de website van de partij die de advertentieruimte aanbiedt naar een uitgebreid artikel op dezelfde website waarin dan vervolgens gelinkt wordt naar de adverteerder. Deze advertentievorm heeft gelijkenis met een redactioneel artikel.